# Varnost pešcev pri zasnovi avtomobilov

## Varnost pešcev pri zasnovi vozil
Svetovna zdravstvena organizacija (WHO) je maja 2013 poročala, da več kot 270.000 pešcev vsako leto izgubi življenje, kar predstavlja 22% od 1,24 milijona smrtnih žrtev v cestnem prometu. Kljub velikosti problema se je večina poskusov za zmanjšanje števila smrtnih žrtev pešcev zgodovinsko osredotočila le na ureditev izobraževanja in prometa. Od sedemdesetih let dvajsetega stoletja so avtomobilski inženirji za raziskave prometnih nesreč, začeli uporabljati načela oblikovanja, ki so se izkazali za uspešne pri zaščiti potnikov v vozilih, da bi razvili zasnove vozil, ki zmanjšajo verjetnost poškodb pešcev v primeru trka v avtomobilu. To vključuje preoblikovanje odbijača, pokrova motorja ter vetrobranskega stekla in stebra, da absorbirajo energijo (so mehkejši) brez ogrožanja strukturne celovitosti avtomobila. S prihodom ADAS (avtomatiziranih naprednih sistemov za pomoč voznikom) leta 2005, novi sistemi za odkrivanje pešcev in izogibanje trčenju ter blaženje posledic trčenja, nudijo še večje izboljšave z aktivnimi sistemi zaščite.